# Starstreak
Starstreak là một loại tên lửa đất đối không tầm ngắn của Anh được sử dụng như là tên lửa phòng không mang vác (MANPADS) hoặc được sử dụng trên các phương tiện hạng nặng. Hệ thống này được sản xuất bởi Thales Air Defence có trụ sở tại Belfast, Bắc Ireland. Đôi khi nó còn được gọi là Starstreak HVM (High Velocity Missile-tên lửa tốc độ cao). Sau khi phóng, tên lửa nhanh chóng gia tốc lên trên Mach 4, khiến nó trở thành loại tên lửa tầm ngắn nhanh nhất trên thế giới hiện tại. Sau khi phóng tên lửa, hệ thống bệ phóng sẽ bắn ra ba tia laser để dẫn đường cho các đầu đạn con, tăng xác suất bắn trúng mục tiêu. Hệ thống tên lửa phòng không mang vác Starstreak đã phục vụ trong quân đội Anh từ năm 1997.

## Vận hành
Anh Quốc

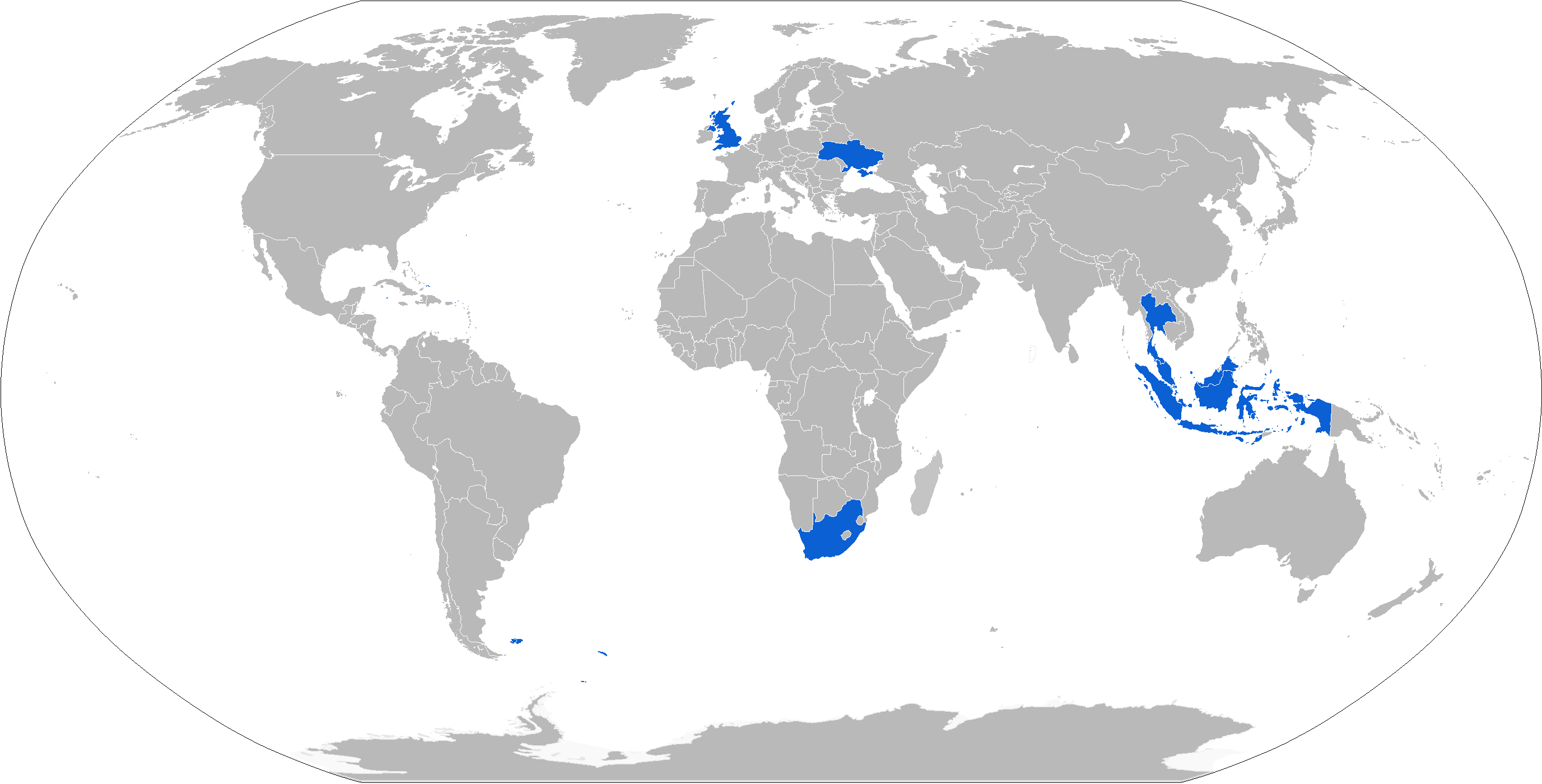

- HVM SP – Xấp xỉ 40 hệ thống được triển khai (156 hệ thống được đặt hàng)
- HVM LML – Khoảng 16 hệ thống

 Nam Phi
 Thailand
- Quân đội Hoàng gia Thái Lan – Đặt mua năm 2012

 Indonesia
- Lục quân Indonesia

 Malaysia
- Malaysian Armed Forces

 Ukraine

## Link ngoài
- Improved Starstreak Lưu trữ ngày 4 tháng 3 năm 2016 tại Wayback Machine
- Starstreak short-range surface-to-air missile man portable system(Army recognition) Lưu trữ ngày 8 tháng 12 năm 2016 tại Wayback Machine
- Starstreak High Velocity Missile – Armed Forces International Lưu trữ ngày 18 tháng 4 năm 2015 tại Wayback Machine
- "Starstreak" (PDF). Thales. Bản gốc lưu trữ ngày 24 tháng 11 năm 2006.
- Starstreak HVM – British Army website
- Starstreak High Velocity Missile – armedforced.co.uk
- Starstreak HVM – Global Security
- THOR/Multi Mission System (video) – howstuffworks.com
- Royal Marines Air Defence Troop, High Velocity Missile live firing